# Tallulah Falls
Tallulah Falls ist eine Town in den Counties Habersham und Rabun im Nordosten des US-Bundesstaats Georgia. Im Jahr 2020 hatte sie 199 Einwohner.

## Lage und Klima
Tallulah Falls liegt am Tallulah River nahe den Grenzen zu den Bundesstaaten South Carolina (im Osten) und Tennessee im Norden. Nächstgrößere Städte sind Athens (ca. 100 km südlich) und Atlanta (ca. 160 km südwestlich).

## Bevölkerung
| Jahr      | 1990 | 2000 | 2010 | 2020 |
| Einwohner | 147  | 163  | 170  | 196  |

## Geschichte
Ende des 19. Jahrhunderts wurde eine Eisenbahnstrecke gebaut, die sowohl dem Holztransport als auch touristischen Zwecken diente. In der Folge entstand der Ort Tallulah Falls.

## Sehenswürdigkeiten
Die umgebende Natur ist wald- und wasserreich; der Tallulah River bildet eine sehenswerte Schlucht (gorge) mit mehreren kleineren Wasserfällen (cascades).

## Film
Viele Szenen des im Jahr 1972 von John Boorman gedrehten Abenteuer-Thrillers Beim Sterben ist jeder der Erste (Originaltitel: Deliverance) wurden in der Umgebung von Tallulah Falls gedreht.